# Distretto di Costantina
Il distretto di Costantina è un distretto della provincia di Costantina, in Algeria.

## Comuni
Il distretto di Costantina comprende 1 comune:
- Costantina